# For No One
For No One – piosenka napisana przez Paula McCartneya (tradycyjnie podpisana przez duet Lennon/McCartney), która ukazała się na siódmej płycie zespołu The Beatles, Revolver. Piosenka opowiadająca o zakończeniu związku do dzisiaj uważana jest za najbardziej dojrzałą i przejmującą balladę Paula McCartneya. 
John Lennon o piosence: „Jedna z moich ulubionych piosenek Paula.”
McCartney napisał piosenkę „For No One” w łazience w ośrodku wypoczynkowym w Alpach, kiedy był na wakacjach ze swoją partnerką Jane Asher. Paul wspomina: „ Przypuszczam, że piosenka opowiada o naszej kolejnej kłótni”. Początkowy tytuł utworu brzmiał „Why Did It Die”. („Dlaczego to umarło”).
Piosenka była nagrywana 9, 16 i 19 maja 1966 roku. McCartney śpiewał i grał na klawikordzie, pianinie i gitarze basowej, Ringo Starr grał na perkusji i tamburynie. John Lennon i George Harrison nie brali udziału w nagrywaniu. W utworze słychać za to solową partię waltorni, na której zagrał Alan Civil. Została ona skomponowana przez McCartneya i wykraczała poza tradycyjnie opisywany rejestr instrumentu, mimo tego Civil zdołał ją wykonać w mistrzowski sposób.